# Análisis fundamental
El análisis fundamental es una metodología de análisis bursátil, pretende determinar el auténtico valor del título o acción, llamado valor fundamental. Este valor se usa como estimación de su valor como utilidad comercial, que a su vez se supone es un indicador del rendimiento futuro que se espera del título 
Este tipo de análisis fue introducido por Benjamin Graham y David Dodd, en 1934 en Security Analysis (que tuvo varias reediciones entre 1934 y 1962).

## Descripción

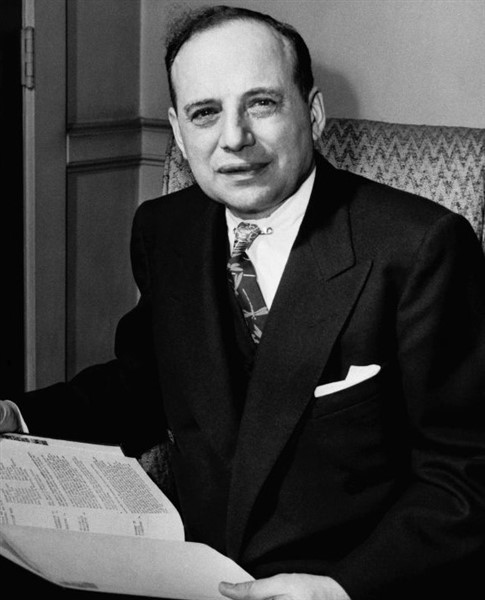
Benjamin Graham

La hipótesis fundamental asume que cuando el precio de mercado es inferior al valor esencial o fundamental, la acción o título está infravalorada y su precio se elevará en el futuro cuando el mercado se ajuste propiamente. Es decir, en el medio y largo plazo la cotización de una acción alcanza a su valor fundamental.
Por tanto, un analista fundamental debería ser capaz de calcular el valor esencial del título o acción, y cual es el precio actual. El signo de la diferencia da una idea si la tendencia a subir es positiva o negativa. Así el problema principal es la tarea de estimar cuál debería ser el valor intrínseco del título o acción, y en consecuencia lo que el mercado “debería” hacer. Otro problema mayor es predecir cuando se van a producir los movimientos predichos. En general, el análisis se aplica a inversiones a largo plazo, esperando que el mercado refleje el valor esperado, aunque a corto plazo son importantes las noticias, si existen noticias positivas en el momento eso es un indicador para que la acción suba.

### Herramientas de análisis
A diferencia del análisis técnico, las herramientas de análisis, dado el objetivo de obtener el "verdadero" valor de un título, son todos aquellos elementos que pueden afectar al valor. 
En principio:
- Estados financieros periódicos: cálculo de ratios.
- Técnicas de valuación o valoración de empresas: fundamentalmente, valoración por descuento de flujo de caja y valoración por múltiplos
- Previsiones económicas: análisis del entorno.
- Información económica en general.
- Cualquier tipo de información adicional que afecte al valor de un título.

### Modelo formal
El modelo formal usualmente hace hipótesis adicionales:
1. La variación de precio {\displaystyle \scriptstyle p} es proporcional al volumen de acciones negociadas.
2. La variación del volumen de acciones negociadas {\displaystyle \scriptstyle V} es proporcional a la diferencia entre el valor fundamental y el valor de mercado.

La primera hipótesis lleva a una ecuación diferencial del tipo:

(1.ª){\displaystyle {\frac {dp}{dt}}=k_{1}V}

De la segunda hipótesis se desprende que cuanto mayor sea la diferencia entre el valor de mercado y el valor fundamental tan mayor será el desequilibrio y más operadores venderán o comprarán hasta que se alcance un estado más equilibrado. El volumen neto de acciones compradas será positivo si el valor fundamental es superior al precio de mercado, y será volumen neto de acciones compradas será negativo si las acciones están sobrevaloradas, matemáticamente esto podría escribirse como:

(2.ª){\displaystyle {\frac {dV}{dt}}=k_{2}(p_{f}-p)}

Donde {\displaystyle \scriptstyle p_{f}} es el valor fundamental o intrínseco. Derivando la primera ecuación y substituyendo en el resultado la segunda llegamos a que:

(3.ª){\displaystyle {\frac {d^{2}p}{dt^{2}}}+k_{1}k_{2}\cdot p(t)=k_{1}k_{2}\cdot p_{f}}

Si el valor fundamental se mantiene constante o crece muy lentamente a medio plazo, el modelo predice el precio oscilará más o menos regularmente alrededor del valor fundamental. De hecho, la predicción del modelo viene representada por la solución de la ecuación (3.ª):

(4.ª){\displaystyle p(t)=p_{f}+A\cdot \cos \left({\sqrt {k_{1}k_{2}}}t+\phi \right)}

Donde:
{\displaystyle k_{1},k_{2}\;}, son constantes estructurales del mercado, que juntas dan una estimación del período de oscilación del precio.
{\displaystyle A,\phi \;}, son dos constantes de integración que deberían determinarse empíricamente: la primera de ellas da una noción de la amplitud de la oscilación.
Naturalmente en los casos reales las asunciones (1.ª) y (2.ª) que asumen proporcionalidad perfecta son idealizaciones, por lo que la evolución temporal resulta algo más compleja que una simple oscilación del valor alrededor del valor fundamental.

### Refinamientos
Las ecuaciones (1.ª) y (2.ª) pueden ser consideradas simplistas porque no tienen en cuenta factores externos que pueden alterar el comportamiento del sistema. Esto puede mejorarse introduciendo dos funciones de perturbación exterior o "shocks" {\displaystyle \scriptstyle \delta _{p}(t)} y {\displaystyle \scriptstyle \delta _{V}(t)} de tal manera que el sistema de ecuaciones original sea:

( 1b,2b){\displaystyle {\begin{cases}{\cfrac {dp}{dt}}=k_{1}V+\delta _{p}(t)\\{\cfrac {dV}{dt}}=k_{2}(p_{f}-p)+\delta _{V}(t)\end{cases}}}

En este caso el equivalente de la función (3.ª)

( 3b){\displaystyle {\frac {d^{2}p}{dt^{2}}}+k_{1}k_{2}\cdot p(t)=k_{1}k_{2}\cdot p_{f}+\overbrace {k_{1}\delta '_{p}(t)+\delta _{V}(t)} ^{\delta (t)}}

Cuya solución resulta ser:

( 4b){\displaystyle p(t)=p_{f}+A\cdot \cos \left({\sqrt {k_{1}k_{2}}}t+\phi \right)+\int _{0}^{t}\delta (\tau ){\frac {\sin({\sqrt {k_{1}k_{2}}}(t-\tau ))}{\sqrt {k_{1}k_{2}}}}d\tau }

Esta última ecuación permite encontrar el efecto a largo plazo de los "shocks" {\displaystyle \delta _{p}(t),\delta _{V}(t)}:

## Predictibilidad
El análisis fundamental parece bien fundamentado teóricamente, y muchos analistas en la actualidad lo usan. Sin embargo, la investigación académica estadística seria ha concluido que el análisis fundamental no es mejor que el análisis técnico bursátil a la hora de predecir el precio futuro de las acciones. Por ejemplo, el profesor Burton G. Malkiel resume el estado de la cuestión así:

La comunidad académica pronunció su veredicto. El análisis fundamental no es mejor que el análisis técnico a la hora de ofrecer a los inversores la oportunidad de obtener beneficios por encima de la media
Un paseo aleatorio por Wall Street

De hecho, el propio Benjamin Graham uno de los creadores de este tipo de análisis reluctantemente ha admitido que;

Ya no soy defensor de las técnicas elaboradas del análisis de inversión para encontrar mejores oportunidades para los valores. Ésta era una actividad gratificante hace unos cuarenta años, cuando se publicó por primera vez el Graham y Dodd; pero la situación ha cambiado [... En la actualidad] dudo de que esfuerzos tan amplios produzcan una selección superior que justifique los costes [...] Estoy de parte de la escuela de pensamiento del «mercado eficiente»
Un paseo aleatorio por Wall Street, p. 175